# Ingvar Jónsson
Ingvar Jónsson (Keflavík, 1989. október 18. –) izlandi válogatott labdarúgókapus, a Víkingur Reykjavík játékosa.
Az izlandi válogatott tagjaként részt vett a 2016-os Európa-bajnokságon.

## Sikerei, díjai
Stjarnan
- Izlandi bajnok (1): 2014

Víkingur Reykjavík
- Izlandi bajnok (1): 2021